# Oakley (Utah)
Oakley város az USA Utah államában, Summit megyében. Lakosainak száma 1588 fő (2020. április 1.).

## Népesség
A település népességének változása:
| Lakosok száma | 1470 | 1524 | 1588 |
|               | 2010 | 2012 | 2020 |